# Lecanipa bicincta
Lecanipa bicincta är en tvåvingeart som först beskrevs av Johann Wilhelm Meigen 1824.  Lecanipa bicincta ingår i släktet Lecanipa och familjen parasitflugor. Inga underarter finns listade i Catalogue of Life.